# 鲁穆瓦地区弗朗库尔克雷西
鲁穆瓦地区弗朗库尔克雷西（法語：Flancourt-Crescy-en-Roumois，法語發音：[flɑ̃kuʁ kʁesi ɑ̃ ʁumwa]）是法国厄尔省的一个市镇，属于贝尔奈区。该市镇于2016年由原市镇博贝纳尔克雷西、鲁穆瓦地区埃普勒维尔和弗朗库尔-卡特隆合并而成，行政中心位于博贝纳尔克雷西。

## 地名
“鲁穆瓦地区弗朗库尔克雷西”（Flancourt-Crescy-en-Roumois）一名由原市镇弗朗库尔-卡特隆（Flancourt-Catelon）、博贝纳尔克雷西（Bosc-Bénard-Crescy）和鲁穆瓦地区埃普勒维尔（Épreville-en-Roumois）的名称中各取一部分合并而成。
鲁穆瓦（Roumois）是法国诺曼底的一个传统地区，位于厄尔省北部；“弗朗库尔”（Flancourt）来自古法兰克语人名“frodoland”与晚期拉丁语“cortem”；“克雷西”（Crescy）来自历史上当地领主的昵称。

## 地理
鲁穆瓦地区弗朗库尔克雷西（49°19'21"N, 0°48'32"E）面积19.01 平方千米，位于法国诺曼底大区厄尔省，该省份为法国北部内陆省份，北起滨海塞纳省，西接奧恩省和卡爾瓦多斯省，南至厄尔-卢瓦省，东临瓦兹省、瓦兹河谷省和伊夫林省。

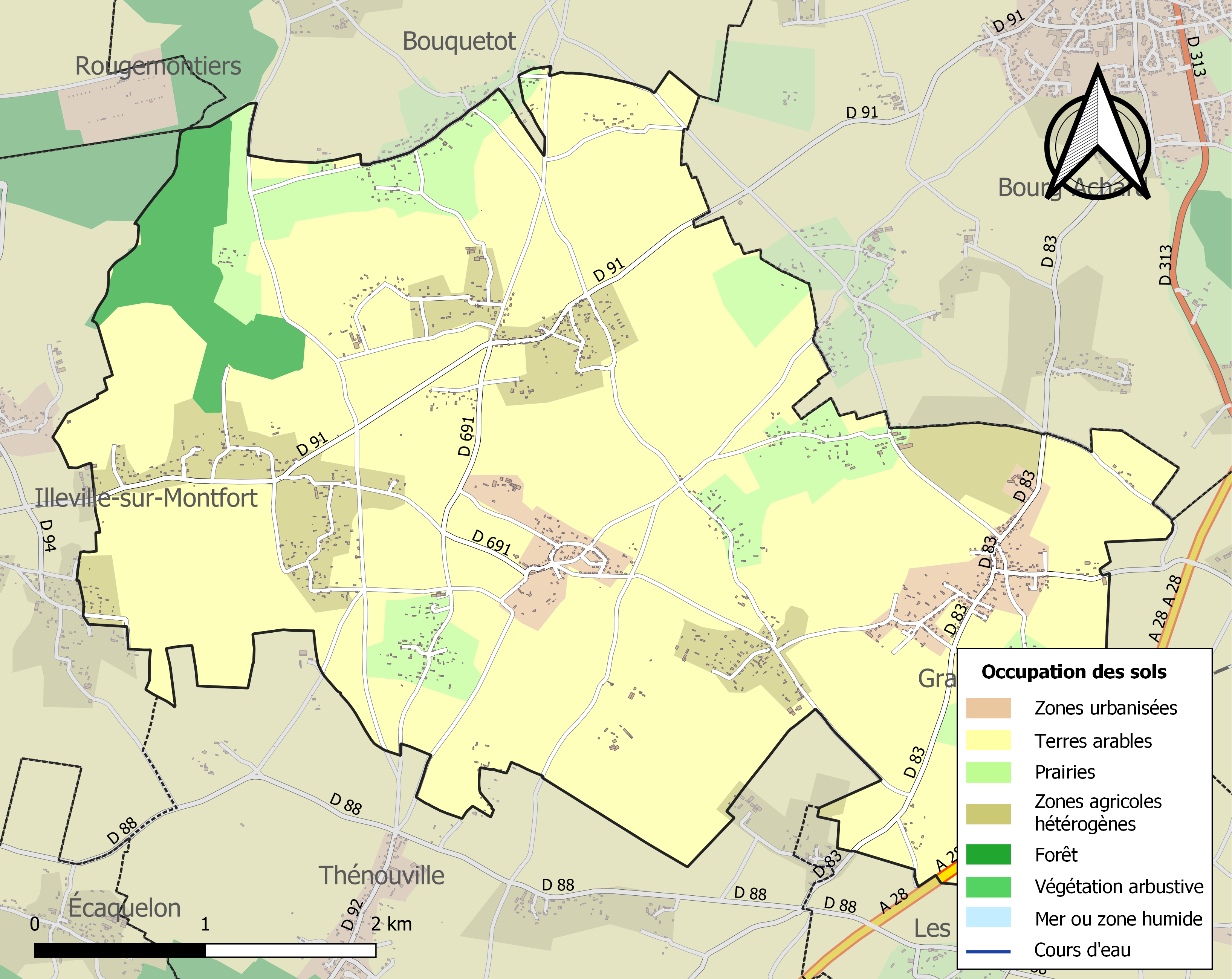
鲁穆瓦地区弗朗库尔克雷西的OSM定位图

与鲁穆瓦地区弗朗库尔克雷西接壤的市镇（或旧市镇、城区）包括：布克托、阿沙尔堡、大布特鲁尔德、莱蒙迪鲁穆瓦、泰努维尔、伊勒维尔叙蒙福尔、鲁日蒙捷。
鲁穆瓦地区弗朗库尔克雷西的时区为UTC+01:00、UTC+02:00（夏令时）。

## 行政
鲁穆瓦地区弗朗库尔克雷西的邮政编码为27310，INSEE市镇编码为27085。

## 政治
鲁穆瓦地区弗朗库尔克雷西所属的省级选区为大布特鲁尔德县。

## 人口
鲁穆瓦地区弗朗库尔克雷西于2022年1月1日时的人口数量为1586人。